# نهائي كأس أمم أوقيانوسيا 1973
نهائي كأس أوقيانوسيا للأمم 1973 هي المباراة النهائية من منافسة كأس أوقيانوسيا للأمم 1973، أقيمت المباراة في 24 فبراير 1973، في Newmarket Park ‏، بين فريقي منتخب نيوزيلندا لكرة القدم، ومنتخب تاهيتي لكرة القدم، وفاز فيها منتخب نيوزيلندا لكرة القدم، بعد أن هزم منتخب تاهيتي لكرة القدم، بنتيجة 2 - 0.

## تفاصيل المباراة
لعبت المباراة النهائية في 24 فبراير 1973.
| منتخب نيوزيلندا لكرة القدم                           | 2 -0 | منتخب تاهيتي لكرة القدم |
| ---------------------------------------------------- | ---- | ----------------------- |
| Dave Taylor (New Zealand footballer) ‏ · Alan Marley ‏ |      |                         |